# 天魔約書亞
《天魔約書亞》（英語：Joshua）是2007年上映的美國心理驚悚片，由喬治·拉特利夫共同編劇和導演。影片由山姆·洛克威尔、韋娜·法米加和雅各布·柯岡主演。
《天魔約書亞》在2007年圣丹斯电影节上首映，並於2007年7月6日由福克斯探照灯影业在美國上映。這部電影獲得評論家的好評，許多人稱讚表演、氣氛和恐怖元素，但批評其情節和人物。

## 剧情
布拉德·凯恩和阿比·凯恩是一对有两个孩子的富裕的纽约夫妇。他们的长子，一个穿着保守的9岁孩子，约书亚，是一个钢琴神童，他的思想和行為都比他的同龄人要超前。
约书亚倾向于与忘我的叔叔内德成为亲密的朋友，与他的父母保持距离，特别是在妹妹莉莉出生后。日子一天天过去，随着家里的气氛从健康和快乐倒退到奇怪和迷失的方向，怪异的事件发生了。婴儿的哭泣使已经很紧张的艾比精神崩溃，约书亚表现出彻头彻尾的反社会行为，而布拉德发现他无法帮助妻子，无法做好他那要求很高的工作，也无法与他奇怪的儿子斗智斗勇。
约书亚杀死了家里的狗，但他说他不知道发生了什么，然后模仿他父亲的悲伤，就好像他自己無法感受悲傷一樣。接下来他引起了他母亲和黑兹尔之间的争吵。后来，他说服母亲玩捉迷藏的游戏。在阿比数数的时候，他把妹妹从婴儿床里抱出来和他一起藏起来，导致母亲在寻找他们的时候惊慌失措并昏倒，然后他把妹妹放回婴儿床里，让人觉得他的母亲产生了幻觉。
看到阿比的情况越来越糟，布拉德请了两个星期的假来照顾她和孩子们。当他回到家时，约书亚已经和莉莉及黑兹尔去了布鲁克林博物馆。约书亚讲述了埃及混沌之神赛特的暴力行为，吓坏了黑兹尔。在家里，布拉德看了一盘约书亚在半夜故意让莉莉哭的录像带，意识到约书亚就是那个让莉莉在晚上不停哭泣的人。他赶到博物馆时，正好看到约书亚准备把他妹妹推下楼梯。当他被黑兹尔抓住时，他停了下来，但随后又把黑兹尔推下楼梯摔死，并伪装成一场意外。布拉德向内德倾诉，他认为是约书亚干的，但内德不相信他。这时，阿比已经完全精神崩溃，被送进了精神病院。
当天晚上，布拉德担心约书亚想要对莉莉做什么，便在自己的卧室门上安装了一把锁，并告诉约书亚他的妹妹将和自己一起睡。他还带着心理學家贝齐来见约书亚。贝齐得出错误的结论，认为约书亚正在受到虐待，这让布拉德更加沮丧。布拉德告诉约书亚他要把他送去寄宿学校，导致约书亚离家出走。当布拉德回到家时，他看到约书亚的书包扔在厨房的地板上。布拉德到处寻找约书亚，无数次地呼唤他，但还是没有找到。晚上，布拉德和莉莉躺在床上，哄她睡觉。这时，布拉德隐约听到约书亚的哭声，他发现约书亚躲在厨房里。约书亚恳求布拉德不要把他送走。约书亚不愿从藏身处爬出来，于是布拉德把他拉出来，约书亚痛苦地哭了起来。就在这时，布拉德发现约书亚的背上有一大块瘀伤。布拉德几次问约书亚是谁造成的瘀伤，约书亚只说是他滑倒了。
第二天早上，布拉德和约书亚与他的妹妹一起去散步，但约书亚偷了她的奶嘴，导致她哭了起来。当布拉德与他对峙时，约书亚不停学他说话，导致布拉德打了约书亚。布拉德想要道歉，但约书亚还在学他，逼得布拉德当众殴打约书亚，于是布拉德被送进监狱。据悉，约书亚还诬陷布拉德在阿比的药物中做手脚，暗示布拉德将在监狱中度过余生，约书亚和莉莉留给内德收养。
在最后一幕中，内德与约书亚坐在钢琴前，两人创作了一首歌。约书亚唱道，他的父母现在都不会被任何人所爱了，他只想和内德在一起，摆脱其他所有人。内德终于意识到约书亚的所作所为，用不安的眼神看着他。

## 演员
- 韋娜·法米加 饰 阿比·凯恩
- 山姆·洛克威尔 饰 布拉德·凯恩
- 雅各布·柯岡 饰 约书亚·凯恩
- 賽莉亞·威斯頓（英语：Celia Weston） 饰 黑兹尔·凯恩
- 達拉斯·羅伯茨 饰 内德·达维多夫
- 邁克爾·麥基恩 饰 切斯特·詹金斯